# Anatella mendosa
Anatella mendosa är en tvåvingeart som beskrevs av Zaitzev 2000. Anatella mendosa ingår i släktet Anatella och familjen svampmyggor.
Artens utbredningsområde är Yukon. Inga underarter finns listade i Catalogue of Life.